# وائل عبد اللطيف
وائل عبد اللطيف حسين الفضل سياسي عراقي وعضو في مجلس النواب العراقي عن القائمة العراقية عن مقعد محافظة البصرة عمل محامياً ثم شغل منصب قاضي خلال فترة الثمانينيات في العراق. شغل منصب محافظ البصرة عام 2003م ينتمي إلى اسرة الفضل العريقة أحد أشهر الاسر في البصرة والساكنة في قضاء القرنة والتي ترجع في اصولها إلى قبيلة بني وائل وهم رؤساء عشائر الشرش وشيوخ بني وائل في البصرة .
كان جده الشيخ حسين الفضل أول مدير ناحية في العراق وجده الشيخ شلال الفضل ذائع الصيت أول شهيد قدمتة البصرة من شيوخها عندما اتاه المبعوث الخاص من المرجع الأعلى السيد كاظم اليزدي حاملا الفتوى بالجهاد للدفاع عن العراق ضد الاحتلال البريطاني عام 1914م فشكل جيش من عدة آلاف وتولى قيادتهم إلى منطقة كوت الزين على مقربة من الفاو حيث استشهد هناك وبقى رمزا شامخا في ذاكرة التاريخ.وعمة الزعيم (العميد) خيرالله حسين الفضل من أول 21 ضابط في الجيش العراقي سنة 1921. وعمه الشيخ حاتم بن الشيخ حسين الفضل أحد كبار الشيوخ في الشرش والبصرة وهو الأبن البكر للشيخ حسين الفضل. وكان عمه العميد خيرالله حسين الفضل أحد أهم بناة الجيش العراقي عند تشكيل الحكومة سنة 1921.حيث شغل مناصب عديد في الجيش العراقي منها آمر الأنضباط العسكري العام في وزارة الدفاع في بغداد ورئيس المحكمة العسكرية الدائمية لمقر وزارة الدفاع وغيرها من المناصب إلى أن أحيل على التقاعد عام 1957 عن رتبة لواء.